# うたナビ21
うたナビ21（うたなびにじゅういち）は、2000年4月第1週から2008年4月第1週まで、東京放送ホールディングス（TBSHD）の関連会社・日音が制作、TOKYO MXほか、全国12局で放送されていた音楽番組。全418回。TOKYO MXの放送時間は土曜5:30～6:00。演歌・歌謡曲が中心に取り上げられる音楽番組だったが、アイドルやJ-POP、クラシックが取り上げられたこともある。2008年4月第2週から『うたなび!』としてリニューアルした。内容は『うたナビ21』とほぼ同じ。

## 出演者
- ナビゲーター…麻生しおり
- 銀座うた倶楽部案内役…反畑誠一（音楽評論家）
- うたナビインタビューゲスト
- 銀座うた倶楽部マンスリーアシスタント
- 銀座うた倶楽部ゲスト（原則として月1回）

## ネット局
- 北海道文化放送（フジテレビ系列）
- 青森放送（日本テレビ系列）
- 東日本放送（テレビ朝日系列）
- とちぎテレビ（独立局）
- TOKYO MX（独立局）
- チューリップテレビ（TBS系列）
- 岐阜放送（独立局）
- 中部日本放送（TBS系列）
- KBS京都（独立局）
- テレビ和歌山（独立局）
- テレビ新広島（フジテレビ系列）
- TVQ九州放送（テレビ東京系列）